# Contrat en régie
Un contrat en régie (dans lequel les débours réels du prestataire sont pris en compte) s'oppose à un contrat au forfait.
Dans un contrat au forfait, le prix unitaire est décidé en échange de la livraison d'un bien ou service défini dans le contrat, dont la conformité à la commande est théoriquement facile à mesurer et à vérifier. Ce prix unitaire agrège généralement des coûts de fournitures, des salaires et des frais généraux, tel l'espace de travail ou de stockage. Étant convenu à l'avance pour un produit ou service bien défini et faisant peser le risque inhérent à l'aléa de toute réalisation sur le fabricant ou le prestataire, il est perçu comme protecteur par la société cliente. Par ailleurs, les acheteurs des sociétés clientes mettant en concurrence leurs prestataires, les prix sont naturellement tirés vers le bas, ce qui peut conduire les prestataires à sous estimer leur charge de travail pour fournir le bien ou service, typiquement le nombre de jours de travail nécessaire à sa réalisation.
Au contraire, lorsque les prestations sont réglées en régie, le prix finalement payé par le client prend en compte les débours réels du prestataire (majorés d'un coefficient de frais généraux et de sa marge) et le coût final est donc fonction des surcoûts générés par les aléas que le prestataire peut rencontrer dans son travail. On parle souvent de rémunération en dépenses contrôlées. En pratique, le salarié en régie est loué de manière temporaire, par la société de service à la société cliente. Ceci est un avantage à la fois :
- pour la société de service, qui en faisant une marge couvre ses frais de structures, et peut rétribuer ses actionnaires ;
- pour la société cliente, qui peut faire effectuer un travail, sans avoir à embaucher un salarié, ce qui lui donne de la souplesse par rapport au code du travail.

Ainsi, dans les sociétés de service, en particulier les Entreprises de Services Numérique (ESN), le terme régie (ou engagement de moyen) désigne le placement de salariés chez un client, pour une durée allant de la journée à plusieurs années, afin de réaliser le travail souhaité par le client. Pour être légal en France, un contrat de prestation en régie ne doit pas aboutir à un encadrement hiérarchique du salarié par le client ; sinon l'employeur commet un délit de marchandage de main d'œuvre, et son client en est complice. Dans les faits, il est rare que le client n'encadre pas le prestataire lors de l’exercice de ses fonctions.